# Óscar Aristizábal
Óscar Emilio Aristizábal Botero (Medellín, 25 de septiembre de 1954) es un director técnico de fútbol colombiano, actualmente delegado del Valledupar FC.

## Trayectoria
Entre 1972 y 1987 dirigió equipos del popular Torneo del Pony Fútbol.
Para 1988 llega al DIM donde por 4 temporadas ocuparía el cargo de coordinador en las divisiones menores del club hasta 1992. Los meses restantes de 1992 dirigió al Deportivo Rionegro en la segunda división siendo esta su primera experiencia dirigiendo en el FPC. Para 1993 y hasta 1995 volvería hacer el coordinador de las divisiones menores pero en esta ocasión en Atlético Nacional.
Desde 1995 y hasta 1997 estuvo en la Selección de fútbol de Panamá primero como asistente técnico de César Maturana y luego como entrenador en propiedad. En la temporada 1998/99 dirige al DIM y luego regresa en un periodo corto a las Selección de Panamá.
Entre el año 2000 y 2002 dirigió en el fútbol de Bolivia a los clubes The Strongest y Jorge Wilstermann.
Por dos temporadas dirige al Emirates Club en el exótico fútbol de los Emiratos Árabes Unidos. En dicha estadía estuvo juntó con su preparador físico Walter Ramírez quien se quedaría tabajando en Medio Oriente y aún ya casi dos décadas después continúa allí con un gran reconocimiento. Ramírez ha dirigido en calidad de interino en equipos de Irán y Emiratos Árabes Unidos.
En 2006 Óscar regresa a Colombia donde dirige hasta 2008 al Deportivo Rionegro, más adelante sin mucho éxito dirige al Envigado FC y más recientemente dirigió al Valledupar FC en el año 2016.

## Clubes

### Otros cargos
| Club              | País     | Año         | Rol                            |
| ----------------- | -------- | ----------- | ------------------------------ |
| DIM               | Colombia | 1988 - 1992 | Coordinador divisiones menores |
| Atlético Nacional | Colombia | 1993 - 1995 | Coordinador divisiones menores |
| Selección Mayor   | Panamá   | 1995 - 1996 | Asistente de César Maturana    |
| Valledupar FC     | Colombia | 2010 - 2017 | Mánager                        |

### Como entrenador
| Club               | País                   | Año         |
| ------------------ | ---------------------- | ----------- |
| Deportivo Rionegro | Colombia               | 1992        |
| Selección Mayor    | Panamá                 | 1996 - 1997 |
| DIM                | Colombia               | 1998 - 1999 |
| Selección Mayor    | Panamá                 | 1999        |
| The Strongest      | Bolivia                | 2000        |
| Jorge Wilstermann  | Bolivia                | 2001        |
| Emirates Club      | Emiratos Árabes Unidos | 2002 - 2004 |
| Deportivo Rionegro | Colombia               | 2006 - 2008 |
| Envigado FC        | Colombia               | 2009        |
| Valledupar FC      | Colombia               | 2016        |